# Sprehe-Gruppe
Die Union Familien und Beteiligungs GmbH & Co. KG (Eigenschreibweise: UNION) ist die Konzernobergesellschaft der Sprehe-Gruppe, einer Unternehmensgruppe der Fleischindustrie mit Sitz in Cappeln. Gründer sind die Brüder Albert und Paul Sprehe.
Die Sprehe-Gruppe ist mit dem Gestüt Sprehe in Löningen auch in der Pferdezucht tätig.

## Geschichte
1987 gründeten die Brüder Albert und Paul Sprehe die Sprehe Geflügel- und Tiefkühlfeinkost Handels GmbH & Co. KG und die S&H Tiefkühlfeinkost Produktions GmbH. In den Folgejahren wurden weitere Betriebe der Fleischindustrie erworben und in die Unternehmensgruppe integriert, darunter mehrere ehemals staatliche Geflügelbetriebe in Ostdeutschland:
- 1991: Gräfendorfer Geflügel, Mockrehna (ehemals Kombinat Industrielle Mast Mockrehna, ein Volkseigener Betrieb der DDR[6])
- 1999: Paul Daut, Rheda-Wiedenbrück
- 2004: Fine Food, Emsdetten
- 2005: Josef Wernke, Cloppenburg
- 2006: Astenhof, Hainspitz (ehemals Teil des Kombinats Industrielle Mast Hermsdorf)
- 2007: Tils, Kleve
- 2012: Herta, Berlin und Neuenkirchen-Vörden
- 2016: Bernard Matthews, Oldenburg (Kaufpreis 14 Mio. Euro[7])

Neben den Betriebserwerben hat die Sprehe-Gruppe auch bestehende Standorte weiter ausgebaut, etwa 2012 den Standort von Fine Food in Wittenburg. Für den Ausbau steuerte das Wirtschaftsministerium Mecklenburg-Vorpommern drei Millionen Euro als Subventionen bei.
In den Jahren 2014 und 2015 fand am Landgericht Bielefeld ein Verfahren gegen Albert und Paul Sprehe statt wegen des Verdachts der Steuerhinterziehung in Betrieben der Sprehe-Gruppe in Höhe von 1,8 Millionen Euro. Das Gerichtsverfahren wurde gegen Zahlung einer Geldauflage in Höhe von 2,7 Millionen Euro eingestellt.
Während der COVID-19-Pandemie kam es in mehreren Standorten der Sprehe-Gruppe zu Infektionsausbrüchen:
- Im August 2020 kam es am Standort Gräfendorfer in Mockrehna zu einem Corona-Ausbruch mit 25 Infizierten.[10]
- Im Oktober 2020 mussten 300 Arbeiter am Standort Allfrisch in Emsdetten in Quarantäne, nachdem 77 Beschäftigte positiv auf das Corona-Virus getestet wurden; die Produktion wurde zeitweise stillgelegt.[11]
- Im Mai 2021 führten die Behörden in Rheda-Wiedenbrück hohe Inzidenzwert auf einen Corona-Ausbruch am dortigen Standort Paul Daut zurück. Die Behörden ordneten eine vorübergehende Betriebsstilllegung an.[12][13]

Die Sprehe-Gruppe spendete in der Vergangenheit regelmäßig Geld an Vereine und Institutionen, unter anderem an Landes- und Kreisverbände der CDU.

## Unternehmensstruktur
Die Sprehe-Gruppe weist eine starke vertikale Integration auf und vereint große Teile der Wertschöpfungskette der Tierproduktion. Dazu zählen die Futtermittelproduktion, die Aufzucht, die Mast, die Schlachtung, die Zerlegung, die Verarbeitung sowie die Vermarktung.

### Verwaltung
Die Union-Besitz Holding GmbH & Co. KG, in der die gesamten Aktivitäten der Gruppe gebündelt sind, hat ihren Sitz in Cappeln (Oldenburg). Die Verwaltungszentrale der Sprehe-Gruppe ist der Sitz der Sprehe Geflügel- und Tiefkühlfeinkost GmbH & Co. KG in Lorup.

### Futtermittelproduktion
Das Tochterunternehmen Agrar Handelsgesellschaft Salzfurtkapelle mbH & Co. KG in Salzfurtkapelle ist spezialisiert auf die Herstellung von Mischfutter für Geflügel und Schweine.

### Aufzucht
Zur Sprehe-Gruppe gehören mit der ALFRA Bruteier Produktions- und Handels GmbH mit Hauptsitz in Mockrehna eine Reihe von Zucht-, Aufzucht- sowie Brüterei-Betrieben.
Am Standort Mockrehna betrug die Produktionskapazität im Jahr 2012 pro Woche 1,6 Millionen Küken.

### Mast
Die Sprehe-Gruppe betreibt eigene Mastbetriebe. Unter den Mastbetrieben sind auch ehemalige Betriebe des Kombinats Industrielle Mast, unter anderem die Hühnermastanlage Waldeck (Mast I, II, IV und V), die Hühnermastanlage Serba/Hetzdorf (Mast VI) und die Hühnermastanlage Bad Klosterlausnitz (Mast VII).
Darüber hinaus schlachtet die Sprehe-Gruppe auch Tiere von Vertrags-Mastbetrieben. Diesen stellt die Sprehe-Gruppe in der Regel auch Küken aus eigenen Brütereien sowie Futtermittel und macht konkrete Vorgaben zur Mast und Haltung.

### Schlachtung und Zerlegung
Die Sprehe-Gruppe verfügt über mehrere Großbetriebe zur Schlachtung bzw. Zerlegung:
- Astenhof Frischgeflügel Produktions- und Handels GmbH in Hainspitz (Hühner, Puten und Gänse)
  - Schlachtkapazität: 170 Tonnen Lebendgeflügel pro Tag bzw. 850 Tonnen Lebendgeflügel pro Woche[27]
- Gräfendorfer Geflügel- und Tiefkühlfeinkost Produktions GmbH in Mockrehna (Hühner)
  - Schlachtkapazität: 570 Tonnen Lebendgewicht pro Tag bzw. 27.000 Hühner pro Stunde bzw. 432.000 Hühner pro Tag[28][29]
- Josef Wernke GmbH EG in Cloppenburg (Schweine)
  - Schlachtkapazität: 320 Schweine pro Stunde bzw. 3.200 Schweine pro Tag bzw. 19.200 Schweine pro Woche[30]
- Allfrisch Geflügel-Produktions GmbH in Emsdetten (Puten; keine Schlachtung)
- BERNARD MATTHEWS Oldenburg GmbH in Oldenburg (Schweine, Hühner und Puten; keine Schlachtung)

### Verarbeitung
Die Sprehe-Gruppe verfügt über eine Vielzahl an Betrieben zur Verarbeitung von Schlachterzeugnissen:
- Sprehe Geflügel- und Tiefkühlfeinkost Handels GmbH & Co. KG in Cloppenburg (Schweine, Hühner und Puten)
- Berliner KS Fleisch- und Wurstwarenfabrik GmbH in Berlin (Schweine, Hühner und Puten)
- Cappelner Tiefkühlfeinkost Produktions GmbH in Cappeln (Hühner)
- Meistermacher Convenience Food GmbH in Kleve (Hühner und Puten)
- Meistermacher Convenience Food GmbH in Neuenkirchen-Vörden (Schweine und Hühner)
- S&H Tiefkühlfeinkost Produktions GmbH in Lorup (Hühner und Puten)
- Gräfendorfer Geflügel- und Tiefkühlfeinkost Produktions GmbH in Mockrehna (Hühner)
- Astenhof Frischgeflügel Produktions- und Handels GmbH in Pulheim (unter anderem Hühner, Puten und Gänse)
- Paul Daut GmbH & Co. KG in Rheda-Wiedenbrück (unter anderem Schweine, Hühner und Puten)
- Fine Food Feinkost Mühlenberg GmbH & Co. KG in Wittenburg (Hühner)
- Fine Food Feinkost GmbH & Co. KG in Emsdetten (Puten)

### Handel und Vertrieb
Die Produkte der Sprehe-Gruppe werden frisch oder tiefgefroren unter acht Marken vermarktet:
- Sprehe frisch
- Sprehe feinkost
- Astenhof
- Bernard Matthews Oldenburg
- Daut
- Dörffler
- Gräfendorfer
- Wernke

Zusätzlich produziert Sprehe für Eigenmarken von Handelspartnern, unter anderem für Lidl, Penny, Netto und Borussia Dortmund.
Den Vertrieb organisiert die Sprehe-Gruppe über mehrere Unternehmen, darunter:
- PAM Sprehe Frischgeflügel- und Fleischhandel GmbH & Co. KG in Emsdetten
- Palma Frost GmbH (Kühlhaus) in Cappeln[36]
- Sonnenland Feinkost Vertriebs GmbH & Co. KG in Cappeln[37]

Die Sprehe-Gruppe exportiert ihre Produkte auch international, unter anderem nach Afrika.

### Pferdezucht

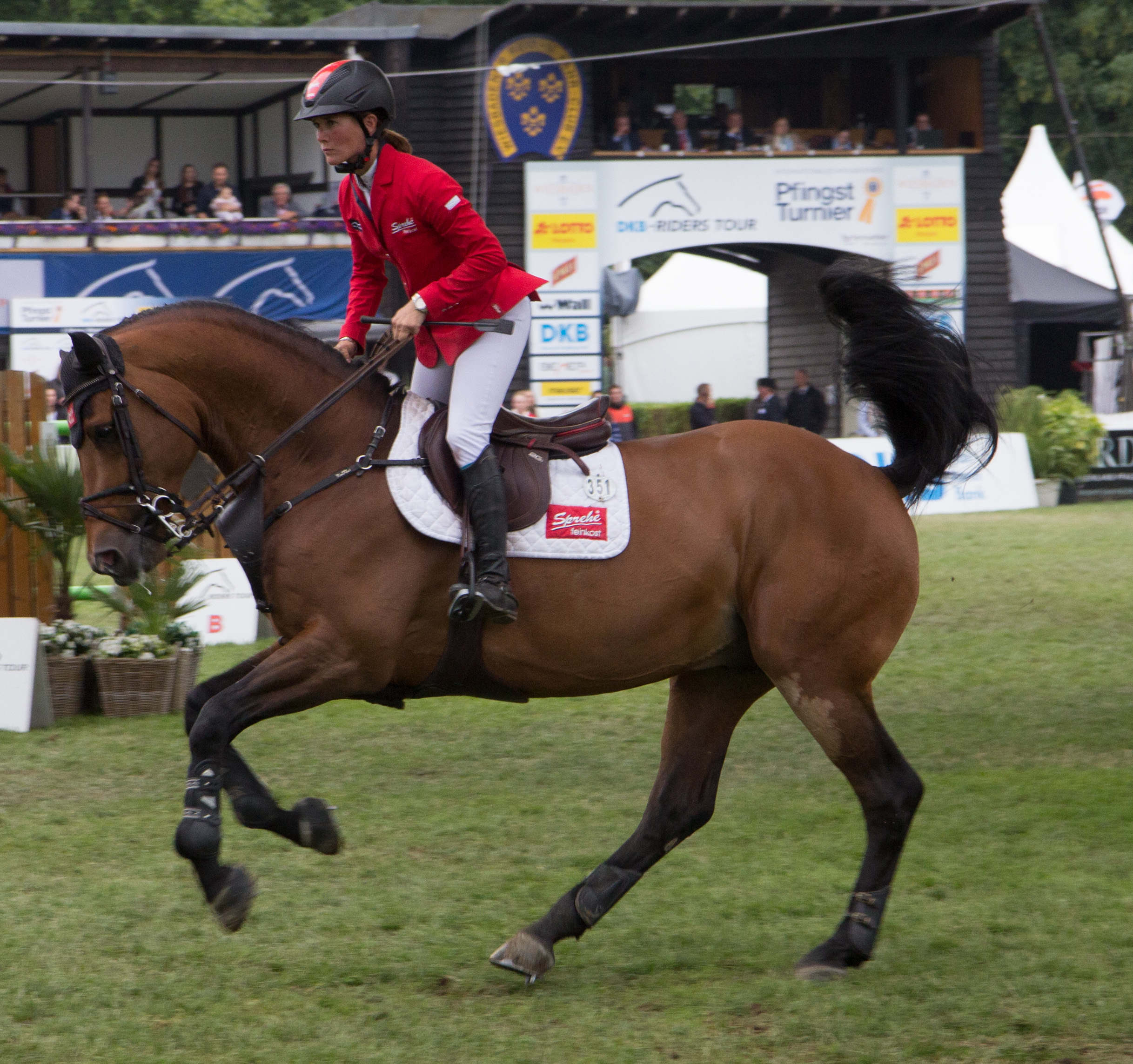
Springreiterin Jörne Sprehe auf dem Pferd Clueso des Gestüts Sprehe, mit dem Logo der Marke Sprehe feinkost

Die Sprehe-Gruppe ist mit dem Gestüt Sprehe in Löningen auch in der Pferdezucht tätig. Geschäftsführer der Gestüt Sprehe GmbH ist Paul Sprehe. Unter anderem sind Kristina Bröring-Sprehe, Tochter von Paul Sprehe, und Jan Sprehe, Sohn von Albert Sprehe, in dem Gestüt aktiv.

## Kennzahlen

### Umsatz
Nach Umsätzen ist die Sprehe-Gruppe (Stand 2019) das drittgrößte Unternehmen in der Geflügelwirtschaft in Deutschland, ihr Umsatzanteil beträgt 10 %.
| Jahr | Umsatz          | Entwicklung zum Vorjahr |
| ---- | --------------- | ----------------------- |
| 2006 | 630 Mio. Euro   |                         |
| 2007 | 650 Mio. Euro   | +3,2 Prozent            |
| 2008 | 680 Mio. Euro   | +4,6 Prozent            |
| 2009 | 700 Mio. Euro   | +2,9 Prozent            |
| 2010 | 720 Mio. Euro   | +2,9 Prozent            |
| 2011 | 730 Mio. Euro   | +1,4 Prozent            |
| 2012 | 750 Mio. Euro   | +2,7 Prozent            |
| 2013 | 780 Mio. Euro   | +4,0 Prozent            |
| 2014 | 800 Mio. Euro   | +2,6 Prozent            |
| 2015 | 800 Mio. Euro   | ±0 Prozent              |
| 2016 | 813 Mio. Euro   | +1,6 Prozent            |
| 2017 | 740,3 Mio. Euro | -8,9 Prozent            |
| 2018 | 761,1 Mio. Euro | +2,8 Prozent            |
| 2019 | 753,1 Mio. Euro | -1,1 Prozent            |
| 2020 | 696,8 Mio. Euro | -7,5 Prozent            |

### Schlachtzahlen
Die Sprehe-Gruppe hat 2020 nach eigenen Angaben im Schlachtbetrieb Cloppenburg 703.680 Schweine, in den Betrieben Mockrehna und Hainspitz 133.851 Tonnen Hähnchen sowie durch Lohnschlachtung 56.875 Tonnen Puten geschlachtet. Laut Branchenmagazin WATT schlachtet die Sprehe-Gruppe (Stand 2019) jährlich 150 Millionen Hühner und belegt damit Rang 17 der größten Hühnerproduzenten in Europa. Über die Anzahl der jährlich geschlachteten anderen Tiere, wie z. B. Gänse, gibt es keine öffentlichen Angaben.

## Kritik und Kontroversen

### Mangelhafte Arbeitsbedingungen
In der Vergangenheit wurden die Arbeitsbedingungen in Betrieben der Sprehe-Gruppe wiederholt kritisiert. Unter anderem bezeichnete der Priester Peter Kossen die Behandlung von Arbeitsmigranten bei Sprehe als „moderne Sklaverei“.

#### Standort Allfrisch / Fine Food in Emsdetten
Die Arbeits- und Wohnbedingungen am Standort in Emsdetten wurden über Jahre hinweg von zivilgesellschaftlichen Gruppen kritisiert.
Unter anderem wurden der Sprehe-Gruppe unzumutbare Unterkünfte für Arbeiter und eine Arbeitswoche von sieben Tagen bei Schichten von zehn bis 18 Stunden täglich vorgeworfen. In einem offenen Brief an die Ministerpräsidentin von Nordrhein-Westfalen, Hannelore Kraft, im Jahr 2014 warfen Aktive der Initiative Bürgerinnen und Bürger des Kreises Steinfurt für Humanität und Bleiberecht der Sprehe-Gruppe „moderne Sklaverei“ vor.
Im September 2013 fanden im Zusammenhang mit Ermittlungen gegen ein Subunternehmen Zoll-Durchsuchungen bei der Sprehe-Gruppe ins Emsdetten statt. Die Sprehe-Gruppe teilte zu dem Zeitpunkt mit, dass sie keinen Anlass zu der Annahme habe, dass Arbeitnehmer über das Subunternehmen zu unangemessenen Arbeitsbedingungen eingesetzt würden. Nach Abschluss der Ermittlungen Ende 2013 wurden ein Subunternehmer sowie sein Vorarbeiter, die die Fleischzerlegung im Sprehe-Betrieb organisierten, wegen Sozialversicherungsbetrug mit Werkverträgen in Höhe von mindestens 3,3 Millionen Euro festgenommen.
Nachdem Arbeiter, die in der Fleischzerlegung tätig waren, in Folge der Insolvenz des Subunternehmens mehrere Monate lang keinen Lohn erhielten, demonstrierten im Jahr 2014 200 Menschen unter dem Motto „Stoppt die Ausbeutung der Arbeiter_innen in der Fleischbranche“ in Emsdetten.

#### Standort Gräfendorfer in Mockrehna
Die Arbeiter der Sprehe-Gruppe am Standort Gräfendorfer Geflügel GmbH in Mockrehna führten in der Vergangenheit wiederholt Streiks für bessere Arbeitsbedingungen durch.
Im Jahr 2005 kritisierten Arbeitsrechtsinitiativen, dass die Geschäftsleitung versuche, mittels einer Vereinbarung mit dem Betriebsrat den Lohn sowie den Urlaubsanspruch zu reduzieren und den Arbeitern Kosten für Arbeitsschutzkleidung und deren Reinigung vom Lohn abzuziehen.
2019 kam es am Standort Gräfendorfer in Mockrehna zu einem Katastrophenfall aufgrund von austretenden Giftstoffen. Mehr als 200 Arbeiter mussten evakuiert und in Krankenhäuser gebracht werden.
Auch nach Einführung des Arbeitsschutzkontrollgesetzes im Januar 2021 traten laut Angaben von Arbeitern am Standort Gräfendorfer in Mockrehna regelmäßig Arbeitsrechtsverstöße auf. Von ausbeuterischen Arbeitsbedingungen seien insbesondere Roma betroffen, wie der Verein für Roma in Sachsen, Romano Sumnal, öffentlich kritisierte. Auf die Vorwürfe reagierte das Unternehmen mit der Aussage, dass die rechtlichen Vorgaben eingehalten würden.

#### Standort Astenhof in Hainspitz
Am Standort Astenhof in Hainspitz kam es wiederholt zu Streiks.
Im Jahr 2012 kritisierte die Gewerkschaft Nahrung-Genuss-Gaststätten im Zuge eines Streiks, dass der Arbeitgeber den Kündigungsschutz für ältere Arbeiter aufheben, die Urlaubstage reduzieren, Zuschüsse für Sonntagsarbeit kürzen und den Lohn teilweise an eine Anwesenheitsprämie koppeln wolle.
2016 kam es im Rahmen von Tarifverhandlungen erneut zu einem Streik an dem Standort. Im Nachgang des Streiks kritisierte die Gewerkschaft Nahrung Genuss Gaststätten, dass es vonseiten des Arbeitgebers während des Warnstreiks zu massiven Beleidigungen und Schikanen gegenüber beteiligten Gewerkschaftern gekommen sei. Gegen den Versuch des Arbeitgebers, die Arbeitszeit wegen des Warnstreiks im Nachgang auf zehn Stunden auszudehnen, erreichte der Betriebsrat eine einstweilige Verfügung beim Arbeitsgericht Gera, gegen die der Arbeitgeber nach Angaben der Gewerkschaft verstoßen haben soll.

### Tierquälerei
Im Jahr 2015 veröffentlichte Spiegel Online Rechercheergebnisse aus Ställen von sechs Vertragsmästern der Sprehe-Gruppe, die die Tierrechtsorganisation PETA angefertigt hatte. Sowohl von der Landesbeauftragten für Tierschutz in Baden-Württemberg als auch vom Zentralverband der Deutschen Geflügelwirtschaft wurden in den Aufnahmen verschiedene Verstöße gegen das Tierschutzrecht festgestellt. Der Zentralverband der Deutschen Geflügelwirtschaft veranlasste daraufhin nach eigener Aussage eine Überprüfung durch unabhängige Auditoren. Die Sprehe-Gruppe teilte mit, dass es ihr nicht möglich sei, nachzuvollziehen, ob die Aufnahmen tatsächlich von Vertragsmästern stammten.

### Umweltverschmutzung
Am Standort Astenhof in Hainspitz kam es wiederholt zu Verunreinigungen des Flusses Wethau, in den ein Regenwasserkanal zur Oberflächenentwässerung des Schlachthofs mündet. Im Jahr 2015 gelangte über den Regenwasserkanal eine erhebliche Menge an Geflügelteilen in den Fluss. Anwohner benachrichtigten das zuständige Umweltamt des Landkreises und die Kriminalpolizei nahm Ermittlungen auf. Das Umweltamt ordnete gegenüber dem Schlachthof Maßnahmen an, damit weitere Verschmutzungen verhindert werden. 2016 kam es erneut zu Verunreinigungen, es gelangten schaumbildende Desinfektions- und Reinigungsmittel vom Schlachthofgelände in den Fluss.

### Hygienemängel
Der Sprehe-Gruppe wurden mehrfach Mängel hinsichtlich der Hygiene in Produktionsstätten vorgeworfen.
Im Jahr 2017 berichtete der WDR von schweren Hygienemängeln am Standort in Emsdetten. Mehrere Mitarbeiter hatten dem WDR berichtet, dass auf den Boden gefallenes Fleisch vorschriftswidrig wieder auf den Arbeitstisch zurückgelegt und weiterverarbeitet worden sei. Unter anderem lag dem WDR auch ein Video vor, das die Vorwürfe belegte. Mehrere ehemalige wie zu dem Zeitpunkt noch angestellte Mitarbeiter versicherten an Eides statt, dass diese Verstöße gegen die Hygienevorschriften von Vorgesetzten so angewiesen wurden.
Umweltschutzorganisationen wiesen wiederholt die Belastung von Produkten der Sprehe-Gruppe mit Keimen nach. So stellt der Bund für Umwelt und Naturschutz Deutschland (BUND) im Jahr 2011 in Proben der Sprehe-Gruppe ESBL-produzierende sowie MRSA-Keime fest. Auch in einer erneuten Untersuchung im Jahr 2015 fand der BUND ESBL- sowie MRSA-Keime in Produkten der Sprehe-Gruppe. Im Jahr 2019 fand Germanwatch mehrere Antibiotika-resistente Keime in Produkten der Sprehe-Gruppe, darunter Resistenzen gegen die Reserveantibiotika Colistin und Carbapeneme. Im Jahr 2021 fand Greenpeace in Abwasser-Proben von Betrieben der Sprehe-Gruppe mehrere Antibiotika-resistente Keime.
Die Sprehe-Gruppe rief in der Vergangenheit mehrmals Produkte zurück, nachdem nach Auslieferung festgestellt wurde, dass die Produkte nicht für den Verzehr geeignet waren, unter anderem wegen erhöhter Belastung mit Listerien. Im Jahr 2010 erhielt die Agrar Handelsgesellschaft Salzfurtkapelle ein behördliches Handelsverbot, nachdem diese dioxinverseuchte Fette verarbeitet hatte. Ausgelieferte Futtermittel mussten zurückgeholt und entsorgt werden.

### Missstände in der Lieferkette
Die Organisationen Germanwatch und Misereor warfen der Sprehe-Gruppe im Jahr 2020 in einer Studie vor, dass diese keine ausreichenden Maßnahmen gegen Menschenrechtsverletzungen in ihrer Lieferkette ergreifen würden, unter anderem hinsichtlich des Futtermittelimports aus Südamerika, der Antibiotika-Produktion in Indien und China sowie des Exports von Geflügelteilen nach Westafrika. Die Sprehe-Gruppe würde die Anforderungen der UN-Leitprinzipien für Wirtschaft und Menschenrechte nicht ausreichend erfüllen; außerdem hätte sich die Sprehe-Gruppe nicht öffentlich verpflichtet, die Menschenrechte zu achten.

### Verbraucherschutz-Mängel
Die Verbraucherschutzorganisation Foodwatch warf der Sprehe-Gruppe vor, dass bei für Kinder vermarkteten Produkten der physiologische Brennwert pro 100 Gramm sowie die Gehalte an Proteinen, Fetten, gesättigten Fettsäuren und Natriumchlorid zu hoch ausfallen würden.

### Rassismus in der Vermarktung
Im März 2009, nach der Wahl von Barack Obama zum Präsidenten der Vereinigten Staaten, vermarktete die Sprehe-Gruppe ein Produkt als Obama Fingers. Bei dem Produkt handelte es sich um Fried Chicken, ein Gericht, das ursprünglich von versklavten Afrikanern und Afroamerikanern zubereitet wurde. In der Folge haben mehrere US-amerikanische Journalisten und Politiker die Vermarktung als rassistisch kritisiert, teilweise wurde zum Boykott der Sprehe-Gruppe aufgerufen. Eine Sprecherin der Sprehe-Gruppe teilte mit, dass sich das Unternehmen der rassistischen Untertöne nicht bewusst gewesen sei.